# Ивдејл (Тексас)
Ивдејл (енгл. Evadale) насељено је место без административног статуса у америчкој савезној држави Тексас.

## Демографија
По попису из 2010. године број становника је 1.483, што је 53 (3,7%) становника више него 2000. године.
| Група             | 2000.         | 2010.         |
| Белци             | 1.398 (97,8%) | 1.434 (96,7%) |
| Афроамериканци    | 0 (0,0%)      | 2 (0,1%)      |
| Азијати           | 0 (0,0%)      | 0 (0,0%)      |
| Хиспаноамериканци | 26 (1,8%)     | 33 (2,2%)     |
| Укупно            | 1.430         | 1.483         |